# 柯武东
柯武东（1895年—1930年8月20日），安徽合肥市人，中国工农红军将领。

## 生平
1927年7月，参加湖南平江起义。1929年，在赣南加入中国工农红军，参与了开辟赣南根据地的游击战争。1930年率部转战赣东，开展土地革命，壮大红军队伍，历任江西红军独立第三团团长、赣南红六军第一旅旅长（纵队长），红一军团（后改红三军）第一纵队队长。1930年8月20日在攻打浏阳文家市战斗中不幸牺牲。